# پیش‌رانش

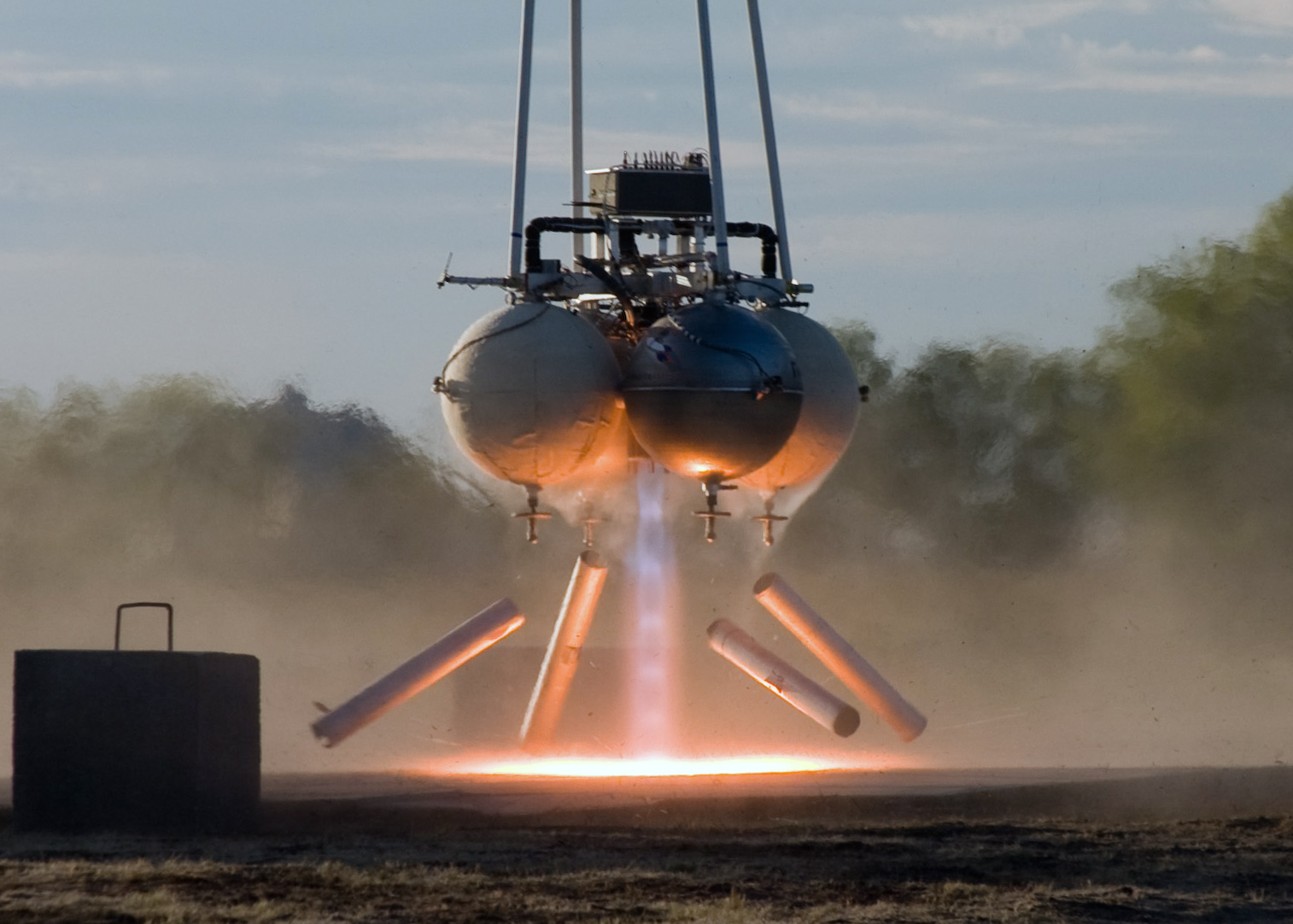
الماس های ضربه ای در خروجی اگزوز موشک پرنده آرمادیلو اروسپیس نمایش دهنده یک سیستم پیشرانش است.

پیش‌رانش در فیزیک به نیروی تولید شده توسط اعمال مختلف مانند کشیدن یا راندن یک جسم برای تغییر در حرکت انتقالی می‌گویند. که جسم را بیشتر صلب در نظر گرفته میشود اما ممکن است به شاره نیز ممکن است اشاره کند. یک سامانه پیش‌ران شامل یک منبع نیروی مکانیکی و یک پیش‌راننده (به معنای تبدیل‌کننده این نیروی مکانیکی به نیروی پیش‌رانش گر) نیست.
یک سامانه فنی از موتور به عنوان نیروی محرک، و از مکانالماس های ضربه اییزم چرخ و محور، ملخ یا نازل پیش‌ران برای تولید نیروی پیش‌ران و به عنوان پیش‌راننده استفاده می‌کند. اجزایی مانند کلاچ و جعبه دنده نیز ممکن است به چرخ‌ها یا ملخ متصل شوند.
سیستم پیش‌ران بیولوژیکی حیوانات از ماهیچه‌ها به عنوان نیروی محرک و از بال‌ها، پاها به عنوان پیش‌راننده استفاده می‌کند.